# メシルジュ
メシルジュ(Maesil-ju)は、ウメの実を浸漬させたアルコール飲料である。メシルジュの正確な起源は分かっていないが、高麗時代（918-1392年）に遡ると考えられている.。

## 材料
メシルジュはウメの実を用いて作る。熟して黄色くなった黄梅が好まれるが、未熟で固く香りの少ない青梅も用いることができる。傷があったり熟しすぎた実は、酒を濁らせてしまう。ウメの種子とアルコールが直接触れると、種子に含まれるアミグダリンにより、少量のシアン化水素が生じてしまう。しかし、長年熟成させると毒性は消える。熟した果実は、アミグダリンの含量が減る。
1㎏のウメの実に対し、3リットルのソジュ（アルコール度数20%）と100-150gの砂糖が用いられる。砂糖は蜂蜜、ソジュは他の蒸留酒で代替することができる。

## 作り方
ウメの実を冷水で洗い、トレイの上で1日乾燥させる。乾燥したウメの実とソジュを滅菌したガラスまたは陶器の容器に入れ、約100日間浸漬させる。その後、果実を取り出し、砂糖を加える。すぐに飲むこともできるが、3－6か月熟成させると、風味が格段に増す。

## 市販
市販のメシルジュとしては、Mae hwa soo、Matchsoon、Seoljungmae等が人気がある。